# Paulo Alves Romão

Wappen von Paulo Alves Romão als Weihbischof in São Sebastião do Rio de Janeiro

Paulo Alves Romão (* 6. April 1964 in Barra do Jacaré, Paraná) ist ein brasilianischer Geistlicher und ernannter römisch-katholischer Bischof von Paranaguá.

## Leben
Paulo Alves Romão empfing am 28. Juni 1997 die Priesterweihe für das Erzbistum São Sebastião do Rio de Janeiro.
Papst Franziskus ernannte ihn am 7. Dezember 2016 zum Weihbischof in São Sebastião do Rio de Janeiro und zum Titularbischof von Calama. Der Erzbischof von São Sebastião do Rio de Janeiro, Orani João Kardinal Tempesta OCist, spendete ihm und dem gleichzeitig ernannten Joel Portella Amado am 28. Januar des folgenden Jahres die Bischofsweihe. Mitkonsekratoren waren der emeritierte Weihbischof Assis Lopes und der Erzbischof von Tarent, Filippo Santoro.
Am 20. August 2025 bestellte ihn Papst Leo XIV. zum Bischof von Paranaguá.